# 반칙 게임
《반칙 게임》(The Nutty Nut, The Nutt House)은 미국에서 제작된 애덤 리프킨, 스콧 스피겔 감독의 1992년 코미디, 드라마 영화이다. 스티븐 커니 등이 주연으로 출연하였고 데이비드 로트먼 등이 제작에 참여하였다.

## 출연

### 주연
- 스티븐 커니
- 에이미 야스벡
- 로버트 트레버
- 트레이시 로즈

### 조연
- 로버트 코버트
- 산드라 구드
- 캡틴 해거티
- 배리 리빙스톤
- 피터 루퍼스
- 로버트 맨던
- 에밀 시트카
- 스텔라 스티븐스
- 콘스탄스 타워즈
- 조셉 윕

## 기타
- 라인프로듀서: 트레이시 리 웡
- 협력프로듀서: J.P. 조앤슨
- 미술: 데이빗 브라이언 밀러
- 세트: 캐서린 오리슨
- 특수효과: 니코테로 커츠먼
- 의상: 수잔 L. 버트램
- 배역: 아네트 벤슨
- 배역: 페니 페리